# Карл Пінінґ
Карл Теодор Пінінґ (нім. Karl Theodor Piening; 14 квітня 1867, Білефельд — 18 березня 1942, Бремен) — німецький віолончеліст і диригент.
Син органіста Людвіга Пінінґа (1838—1912). Навчався гри на віолончелі в Зондерсгаузені у Карла Шредера (1884—1886), потім в Берлінській вищій школі музики в Роберта Гаусмана (1886—1890), там само займався камерним ансамблем під керівництвом Йозефа Йоахіма і Вольдемара Барґіля.
У 1890—1892 рр. працював в Глазго, виступав у складі струнного квартету Моріса Сонса. Повернувшись до Німеччини, в 1893—1894 рр. грав в оркестрі в Крефельді, а потім влаштувався в Майнінгені як концертмейстер віолончелей в придворному оркестрі (пізніше, в 1915—1920 рр., був його головним диригентом). Був близький з Йоганнесом Брамсом, музикував з ним разом. Як ансамбліст гастролював у складі Майнінгенського квартету (спочатку під керівництвом Брама Елдерінга) в Нідерландах, Бельгії, Швейцарії, Великої Британії. Виступав як соліст зі своїм оркестром, серед іншого виконав віолончельні концерти Ежена д'Альбера і Фрідріха Гернсгайм з авторами за пультом — у другому випадку на його рахунку і прем'єра (16 лютого 1907 року в Айзенасі). Ще одна помітна прем'єра за участю Пінінґа — концерт для віолончелі з оркестром Анрі Марто (29 травня 1905 року, Дортмунд). Був вшанований званням камер-віртуоза та Золотою медаллю мистецтва і науки Саксен-Майнінгенського герцогства (1899). Після 1920 року повернувся до Білефельду.